# Anomala probativa
Anomala probativa är en skalbaggsart som beskrevs av Louis Albert Péringuey 1902. Anomala probativa ingår i släktet Anomala och familjen Rutelidae. Inga underarter finns listade i Catalogue of Life.